# Fatma Yıldırım
Pour les articles homonymes, voir Yıldırım (homonymie).
Fatma Yıldırım est une joueuse de volley-ball turque née le 3 janvier 1990 à Mersin. Elle mesure 1,79 m et joue au poste de réceptionneuse-attaquante.

## Clubs
| Club                     | De        | À         |
| ------------------------ | --------- | --------- |
| Eczacıbaşı İstanbul      | 2000-2001 | 2008-2009 |
| Florida State University | 2009-2010 | 2013-2014 |
| Halkbank Ankara          | 2014-2015 | 2015-2016 |
| Bursa BBSK               | 2016-2017 | 2017-2018 |
| Fenerbahçe İstanbul      | 2018-2019 | 2019-2020 |
| Eczacıbaşı İstanbul      | 2020-2021 | …         |

## Palmarès

### Équipe nationale
- Championnat d'Europe
  - Finaliste : 2019.
- Ligue européenne
  - Finaliste : 2015.
- Championnat du monde des moins de 18 ans
  - Finaliste : 2007.

### Clubs
- Challenge Cup
  - Vainqueur : 2017.
  - Finaliste : 2018.
- Coupe de Turquie
  - Finaliste : 2019.
- Supercoupe de Turquie
  - Vainqueur: 2020.